# Titulus crucis

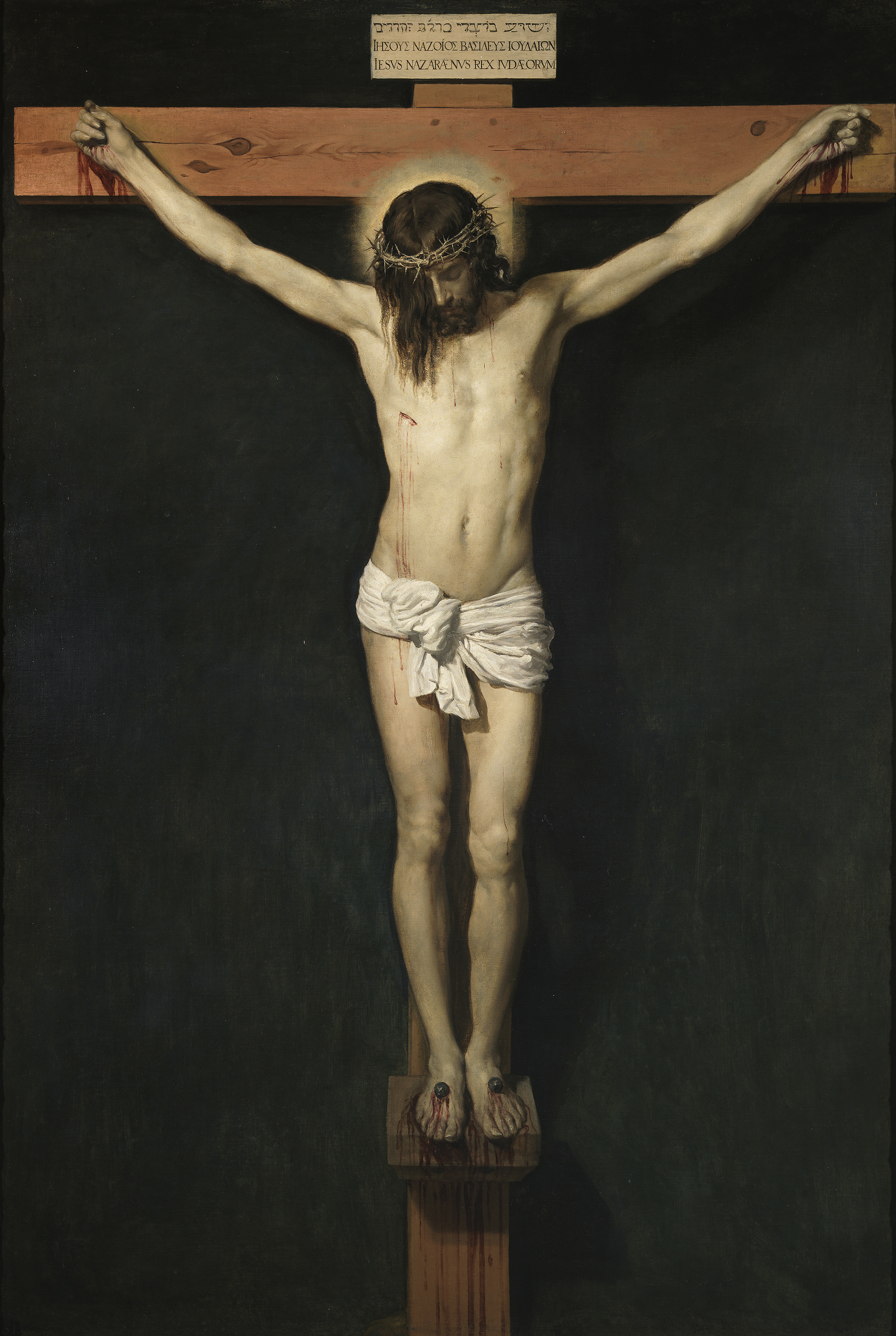
Cristo crocifisso, Diego Velázquez (1632). Si noti il titulus crucis trilingue.

Nei Vangeli, il titulus crucis (titolo della croce) fu un'iscrizione apposta sopra la croce durante la crocifissione di Gesù.
Secondo quanto riferito dal Vangelo di Giovanni, l'iscrizione recitava "Gesù nazareno, re dei giudei" e sarebbe stata scritta in ebraico, latino e greco. In realtà l'esatta composizione delle parole è incerta, in quanto la condanna è riportata in modo differente dai quattro Vangeli canonici. Il titulus sarebbe stato apposto sopra la croce per indicare ai presenti la motivazione della condanna. L'esibizione della motivazione della condanna era in effetti prescritta dal diritto romano, per quanto non in tre lingue.

## Contesto storico
I romani conoscevano l'usanza di proclamare la colpevolezza di un condannato mediante una targa appesa al collo o portata davanti a lui per umiliarlo e deriderlo pubblicamente prima della sua morte. Lo testimoniano quattro fonti romane, tra cui Svetonio per l'esecuzione di sentenze sui ribelli sotto gli imperatori Caligola e Domiziano. Cassio Dione menziona questa usanza anche nell'occasione di una crocifissione. L'apposizione di una targa sopra il crocifisso, tuttavia, è menzionata solo nel Nuovo Testamento. Nel solo Vangelo di Giovanni, inoltre, viene menzionata anche l'iscrizione tradotta in tre lingue (ebraico, latino e greco), per quanto, come evidenzia il teologo cristiano Raymond Brown, questo sia storicamente non verosimile, essendo l'iscrizione multilingue riservata ad eventi solenni, come un proclama imperiale, e non ad un semplice criminale; l'aggiunta giovannea ha finalità teologica e non è un resoconto storico e, infatti, gli altri tre vangeli non menzionano un particolare così evidente.
Dalla morte di Erode il Grande (4 a.C.) fino alla fine del governatorato di Ponzio Pilato (37 d.C.), i Romani attribuirono ai governanti ebrei il titolo di "Re dei Giudei", che tutte le varianti del testo evangelico tramandano insieme. Lo storico ebreo Flavio Giuseppe registra "re" che guidarono molti ribelli della Giudea. Il generale romano Publio Quintilio Varo crocifisse in gran numero ebrei ribelli che rivendicavano il titolo di re intorno al 6 d.C. Infatti, secondo la lex Iulia de maiestate emanata dall'imperatore Augusto, chi pretendeva il titolo di re nelle province romane senza il permesso imperiale si rendeva colpevole di sommossa (seditio, perduellio) e minacciava lo stesso imperatore (crimen laesae maiestatis). Dai tempi di Tiberio (14-37 d.C.), questo delitto era punibile con la crocifissione.
Il titolo di "Re dei Giudei" ricorre nei Vangeli nel racconto della passione e solo una volta fuori da questo contesto, in Matteo 2,2 Secondo lo studioso del Nuovo Testamento Klaus Wengst, è improbabile che il titolo possa derivare dalle credenze dei primi cristiani, ma rifletterebbe la prospettiva dei romani. Si può quindi considerare un fatto storico che abbiano giustiziato Gesù come un "ribelle messianico". Infatti i romani non distinguevano tra una pretesa religiosa e una pretesa politica e quindi consideravano la rivendicazione del titolo reale un crimine di Stato, simile all'odierno alto tradimento. Gesù confermò questa accusa con il suo silenzio durante l'interrogatorio di Pilato e fu così condannato a una morte valida secondo il diritto romano.
Per lo storico ebreo Paul Winter, la crocifissione e il titolo della croce sarebbero gli unici dettagli storici nella rappresentazione del processo di Gesù nei vangeli. Nota infatti che non vi è alcuna allusione all'Antico Testamento nell'iscrizione sulla croce. Il titolo "Re dei Giudei" non significava nulla per i lettori e gli ascoltatori non ebrei dei Vangeli. La sua menzione quindi non può derivare da alcuna attesa messianica o insegnamento teologico. La colpa di Gesù menzionata nel titolo della croce era la sua presunta pretesa di regnare. Anche lo studioso del Nuovo Testamento Martin Karrer ha concluso dalle fonti: “Fu un processo politico. L'esecuzione di Gesù fu esemplare per i giudei, per i galilei e non da ultimo per i discendenti di Erode il Grande perché si accontentassero della forma di governo non reale concessa da Roma».

## Il testo dell'iscrizione
Nelle rappresentazioni artistiche latino-occidentali della crocifissione solitamente si riportano come titulus le sole quattro lettere «INRI», iniziali dell'espressione latina Iesus Nazarenus Rex Iudaeorum (letteralmente, «Gesù il Nazareno, Re dei Giudei»), che traduce il testo greco del vangelo di Giovanni. Similmente sui crocifissi delle chiese ortodosse l'iscrizione ha le lettere «INBI», utilizzando il testo greco equivalente ("Ἰησοῦς ὁ Ναζωραῖος ὁ Bασιλεὺς τῶν Ἰουδαίων").
|                  | Marco                   | Luca                          | Matteo                                     | Giovanni                                   |
| ---------------- | ----------------------- | ----------------------------- | ------------------------------------------ | ------------------------------------------ |
| Versetto         | 15,26                   | 23,38                         | 27,37                                      | 19,20                                      |
| Iscrizione greca | ὁ βασιλεὺς τῶν Ἰουδαίων | ὁ βασιλεὺς τῶν Ἰουδαίων οὗτος | Οὗτός ἐστιν Ἰησοῦς ὁ βασιλεὺς τῶν Ἰουδαίων | Ἰησοῦς ὁ Ναζωραῖος ὁ βασιλεὺς τῶν Ἰουδαίων |
| Traslitterazione | ho basileùs tôn Iūdaíōn | ho basileùs tôn Iūdaíōn hûtos | hûtós estin Iēsûs ho basileùs tôn Iūdaíōn  | Iēsûs ho Nazōraîos ho basileùs tôn Iūdaíōn |
| Traduzione       | Il re dei giudei        | Il re dei giudei [è] questi   | Questi è Gesù, il re dei giudei            | Gesù di Nazareth, il re dei giudei         |
| Lingue           | non specificato         | non specificato               | non specificato                            | ebraico, latino, greco                     |

I vangeli canonici non concordano circa l'iscrizione sul cartiglio e che avrebbe riportato il motivo della condanna: «Questi è Gesù, il re dei Giudei» riporta il Vangelo secondo Matteo (27,37), «Questi è il re dei Giudei» come scritto nel Vangelo secondo Luca (23,38), mentre l'iscrizione è riportata come «Gesù il Nazareno, il re dei Giudei» nel Vangelo secondo Giovanni (19,19), dove si riferisce anche che era scritta in ebraico, latino e greco (19,20). Il quarto vangelo afferma anche che, al leggerlo, i capi dei Giudei si recarono da Pilato per chiedere che venisse corretto: secondo loro il titulus non doveva affermare che Gesù fosse il Re dei giudei, ma che si fosse autoproclamato tale. Pilato rispose Quod scripsi, scripsi, e si rifiutò di modificare la scritta (Giovanni 19,21-22). Il teologo cattolico Raymond Brown - nell'evidenziare come le quattro versioni evangeliche siano tutte diverse, "con divertimento se pensiamo a chi ha un approccio letterale ai vangeli" - rileva come la scritta non sembra esser stata fatta come sbeffeggiamento, ma pare sottolineare che "Gesù fu vittima di una falsa accusa" e "ancor più chiaramente che nei Sinottici, Giovanni usa Pilato per esprimere una valutazione teologica".
Osserva Raymond Brown che "Giovanni non solo sviluppa l'iscrizione in un episodio più complesso ma ne cambia il significato" e "la formulazione di Giovanni della dicitura è la più solenne e rimarchevole, come attestato dalla tradizione artistica della croce con un «INRI», dalla supposta scritta latina Iesus Nazarenus Rex Iudaeorum. La solennità è incrementata dall'indicazione che la scritta era trilingue". In merito all'uso di tre lingue per un semplice criminale - come riportato dal Vangelo secondo Giovanni - Raymond Brown evidenzia che "possiamo essere ragionevolmente certi che i soldati romani non si sarebbero preoccupati di trascrivere l'accusa ad un criminale in tre lingue. Iscrizioni multilingue erano usate nell'antichità ma solo in eventi solenni, come un proclama imperiale" e quindi "le tre lingue hanno significato simbolico. L'ebraico è la lingua sacra delle Scritture di Israele; il latino è la lingua del conquistatore romano; il greco è la lingua in cui il messaggio di Gesù viene diffuso e scritto"; alcuni antichi copisti variarono, sempre simbolicamente, l'ordine dei testi in "ebraico, greco e latino, ponendo per ultima di importanza la lingua imperiale".
Il vangelo di Giovanni si differenzia dai sinottici anche per la specificazione di Gesù come il "nazareno", un dettaglio apparentemente marginale. Anche se fosse stato storicamente presente sul cartiglio, c'è da stupirsi che Giovanni l'abbia reinserito più che del fatto che i sinottici l'avessero omesso. Questo dettaglio letterario si comprende solo considerando un altro brano di Giovanni e l'intuizione di uno studioso ebreo:
- Il quarto vangelo afferma anche che, alla lettura del cartiglio, i capi dei Giudei si recarono da Pilato per chiedere che venisse corretto: secondo loro il titulus non doveva affermare che Gesù fosse il Re dei giudei, ma che si fosse autoproclamato tale. Pilato rispose Quod scripsi, scripsi, e si rifiutò di modificare la scritta (Giovanni 19,21-22[25]).
- Nel XX secolo un erudito ebreo, Schalom Ben-Chorin, avanzò l'ipotesi che la scritta ebraica fosse: "Yeshua haNotzri (w)Melech haYehudim", cioè letteralmente: "Gesù il Nazareno (e) il Re dei Giudei". In tal caso le iniziali delle quattro parole corrisponderebbero esattamente al tetragramma biblico (YHWH), il nome impronunciabile di Dio, motivando con maggior forza le proteste degli ebrei.[26]

## Iltitulusdi Roma

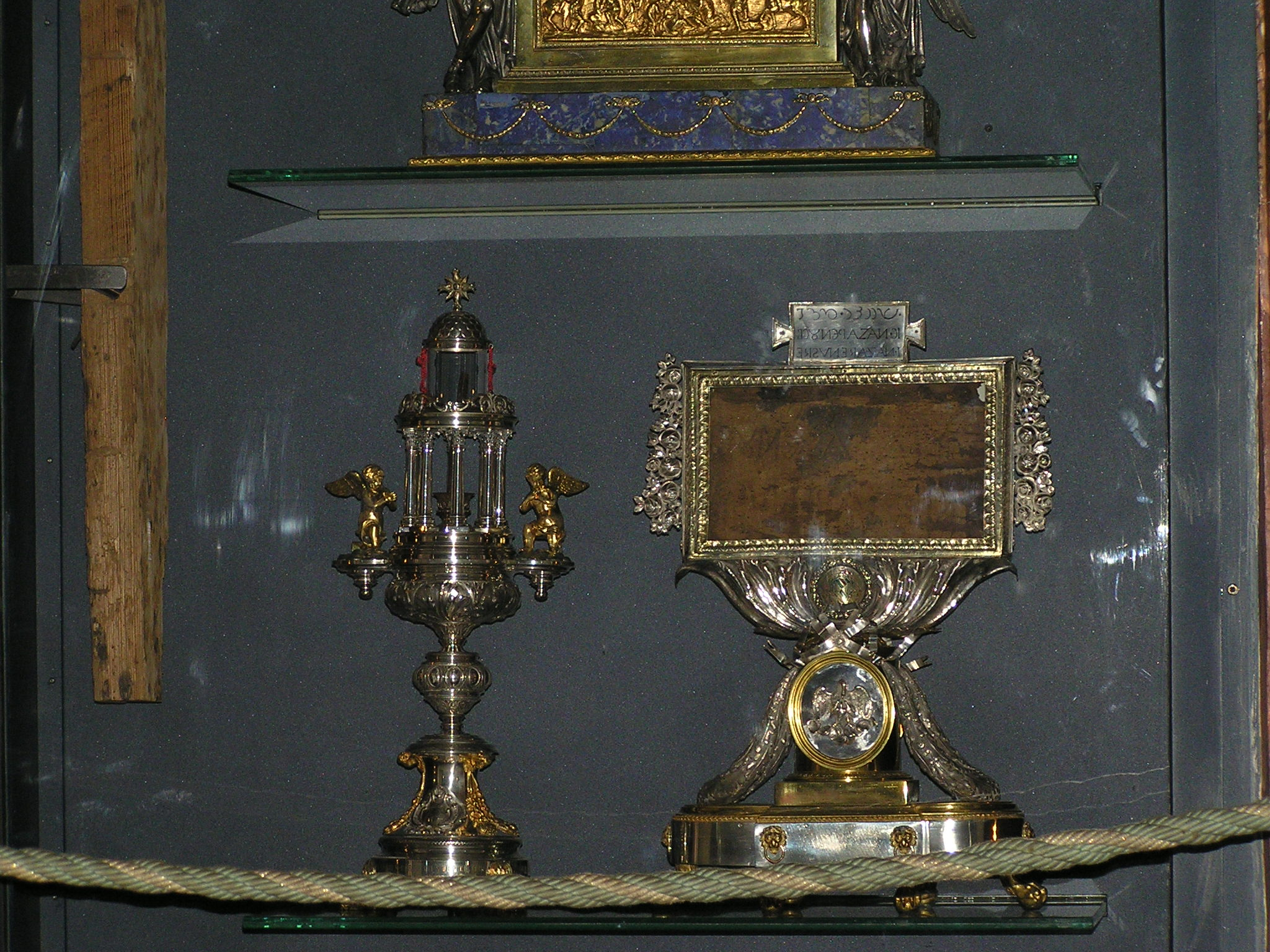
A destra il Titulus crucis conservato nella basilica di Santa Croce in Gerusalemme a Roma; sulle tre distinte righe si legge una parte del cartiglio: quella in ebraico è molto corrotta e vi sono varie interpretazioni, IS NAZARENUS B[ASILEUS TVN IOUDAIVN] (greco) e I. NAZARINVS RE[X IVDAEORVM] (latino)

Il titulus identifica anche una reliquia conservata a Roma nella basilica di Santa Croce in Gerusalemme e costituita da una tavola di legno di noce, che secondo la tradizione sarebbe il cartiglio originario infisso sopra la croce. Il legno, ritrovato in una nicchia nel 1492 durante lavori di conservazione condotti nella chiesa, reca una parte di un'iscrizione (presumibilmente, ma senza alcuna certezza, frutto di uno smembramento) in caratteri compatibili con quelli del I secolo, da destra a sinistra (comprese le righe in greco e latino), in tre lingue diverse: ebraico, greco e latino. L'ordine appare diverso da quello riferito da Giovanni (ebraico, latino e greco). Il manufatto è stato datato attraverso un'analisi al carbonio-14 al X-XII secolo.
La conservazione come reliquia del "titolo" apposto sulla croce è testimoniata per la prima volta nel IV-V secolo dall'"itinerario" (Paeregrinatio) di Egeria, che racconta il proprio pellegrinaggio a Gerusalemme nell'anno 383.
(Itinerarium Egeriae 37,1)
Successivamente il titulus fu descritto nel 570 da Antonino di Piacenza, un pellegrino che vide le reliquie della Passione a Gerusalemme. Egli riporta la seguente iscrizione: "Hic est rex Iudaeorum", cioè il testo di Matteo.

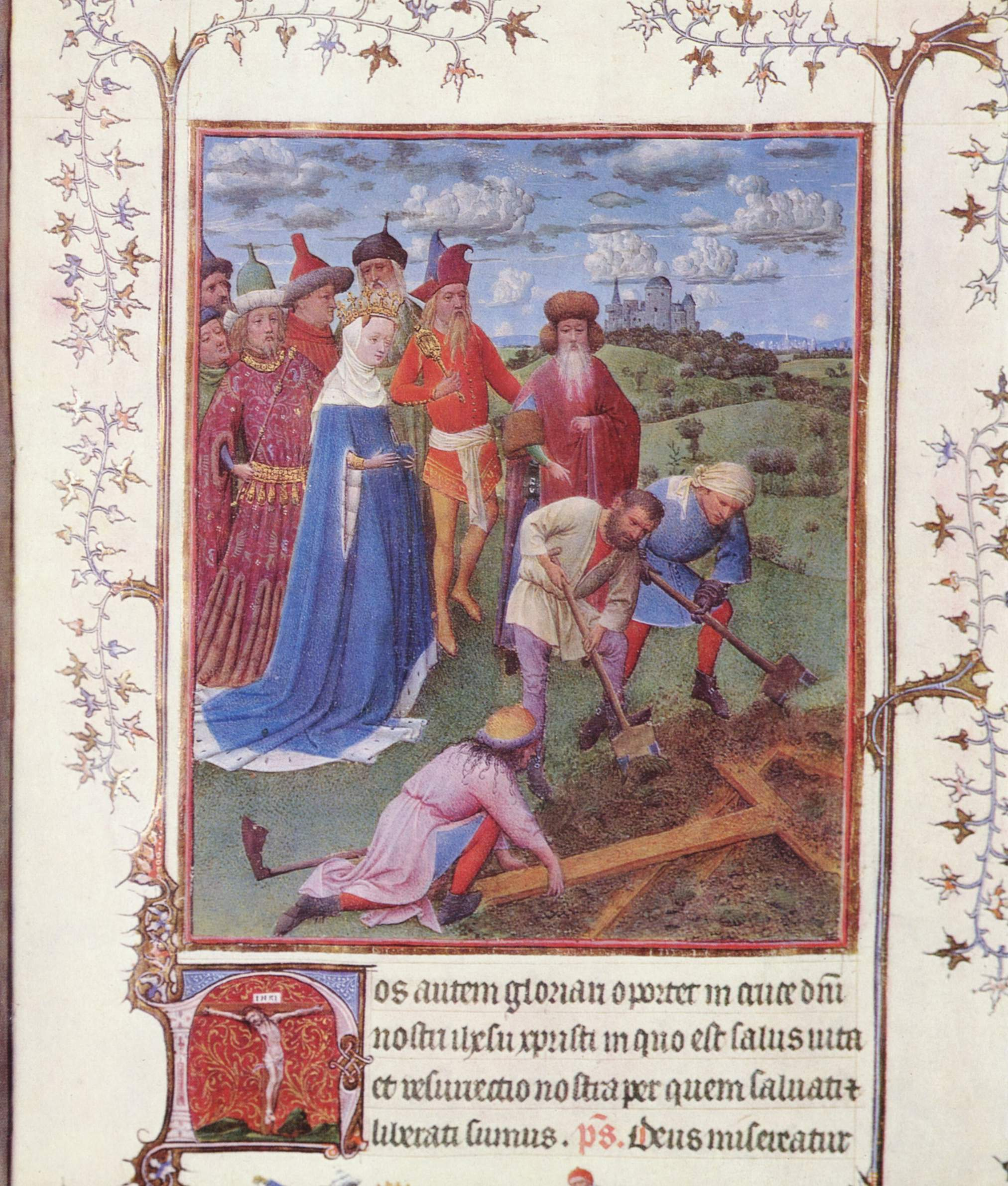
Ritrovamento della vera croce, Jan van Eyck.

Il titulus, un presunto chiodo della Passione e alcuni frammenti della Vera Croce, secondo la tradizione, furono rinvenuti da Elena, madre dell'imperatore romano Costantino I, che nel IV secolo visitò Gerusalemme e fece scavare l'area del Golgota. Si osservi che l'ordine delle tre lingue del Titulus è diverso da quello del testo ufficiale del Vangelo di Giovanni, ma è in accordo con alcuni antichi manoscritti, in cui, come nota Raymond Brown, i copisti variarono, sempre simbolicamente, l'ordine dei testi in "ebraico, greco e latino, ponendo per ultima di importanza la lingua imperiale".
Risulta discussa la questione se è verosimile ritenere che il cartiglio della croce sia stato conservato e se la reliquia romana possa corrispondere realmente all'originale o almeno essere una copia fedele di quest'ultimo. Alcuni studiosi hanno supposto che il cartiglio sia proprio quello originale, in particolare è stato sostenuto che sarebbe stato staccato dalla croce e deposto inizialmente nel sepolcro assieme al corpo di Gesù. La sepoltura, caratterizzata secondo i vangeli dall'utilizzo di una tomba di ampie dimensioni, dal trattamento della salma con unguenti preziosi e dall'avvolgimento in un sudario, avrebbe avuto tutte le caratteristiche di una sepoltura regale. L'aggiunta del cartiglio, il cui testo appariva ai seguaci di Gesù inconsapevolmente profetico della regalità di Gesù, si accorderebbe con le intenzioni di Giuseppe d'Arimatea e di Nicodemo.
Per rispondere alla seconda questione a partire dal 1995 hanno avuto accesso al titulus alcuni studiosi, fra cui Carsten Peter Thiede e Michael Hesemann, che hanno collaborato ad indagini scientifiche necessarie alla datazione del manufatto (rilievo fotografico, prelievo di campioni, ecc.).
Il titulus di Santa Croce reca effettivamente una parte dell'iscrizione nelle tre lingue (ebraico, greco e latino). Anche i testi in latino e greco sono scritti, da destra a sinistra, come per l'ebraico. Nel testo latino è riportata la versione "Nazarinus" anziché "Nazarenus". Il testo, poi, non sembra corrispondere esattamente a nessuno di quelli dei quattro vangeli. Queste anomalie sono considerate da alcuni indizi di autenticità, in base al ragionamento che difficilmente un falsario le avrebbe introdotte.
Le fotografie dell'iscrizione, inoltre, vennero fatte esaminare da diversi paleografi (contattati indipendentemente dai tre ricercatori sopra citati), i quali condussero un'indagine paleografica comparativa. In particolare le lettere risultarono perfettamente compatibili con quelle del I sec., confermando, quindi, la possibilità che la reliquia fosse l'originale o almeno una copia fedele dell'originale.
Resta infine il problema se tale copia o presunto originale possa essere quello utilizzato sul monte Calvario. Per chiarire la questione la Santa Sede autorizzò il prelievo di campioni del legno che vennero datati attraverso l'utilizzo del metodo del carbonio-14. I risultati, pubblicati nel 2002, determinarono che il legno risalirebbe all'intervallo tra gli anni 980 e 1150.

### Riferimenti
1. ↑   Giovanni 19,19-20, su laparola.net.
2. ↑   Letizia Biazzo, Rex Iudaeorum. Citare in giudizio un titolo regale?, in La Rivista di Engramma, 202 (maggio 2023).
3. ↑  Raymond E. Brown, The Death of the Messiah Vol. 2, Anchor Yale Bible, 2010, p. 965, ISBN 978-0-300-14010-1.
4. 1 2  (DE)  Martin Karrer, Jesus Christus im Neuen Testament, Göttingen, Vandenhoeck & Ruprecht, 1998, p. 160 sgg.
5. ↑  Raymond E. Brown, The Death of the Messiah Vol. 2, Anchor Yale Bible, 2010, pp. 963-967, ISBN 978-0-300-14010-1.
6. ↑  Antiquitates Judaicae 17: 283-285
7. ↑  Bellum Judaicum 2:75
8. ↑  (DE)  Wolfgang Reinbold, Der Prozess Jesu, Göttingen, Vandenhoeck & Ruprecht, 2006, ISBN 3-525-61591-4, p. 84.
9. ↑   Mt 2,2, su La Parola - La Sacra Bibbia in italiano in Internet.
10. ↑  (DE)  Klaus Wengst, Das Johannesevangelium, Stuttgart, Kohlhammer, 2019, ISBN 978-3-17-033331-4, p. 251 sgg.
11. ↑  (DE)  Klaus Haacker, Wer war schuld am Tode Jesu? in Klaus Haacker, Versöhnung mit Israel. Exegetische Beiträge, Neukirchen-Vluyn, Neukirchener Verlag, 2002, ISBN 3-7887-1836-6.
12. ↑  (EN)  Paul Winter, On the Trial of Jesus, 1961, p. 108 sgg.
13. ↑   Mc 15,26, su La Parola - La Sacra Bibbia in italiano in Internet.
14. ↑   Lc 23,38, su La Parola - La Sacra Bibbia in italiano in Internet.
15. ↑   Mt 27,37, su La Parola - La Sacra Bibbia in italiano in Internet.
16. ↑   Gv 19,20, su La Parola - La Sacra Bibbia in italiano in Internet.
17. ↑   Mt 27,37, su La Parola - La Sacra Bibbia in italiano in Internet.
18. ↑   Lc 23,38, su La Parola - La Sacra Bibbia in italiano in Internet.
19. ↑   Gv 19,19, su La Parola - La Sacra Bibbia in italiano in Internet.
20. ↑   Gv 19,20, su La Parola - La Sacra Bibbia in italiano in Internet.
21. ↑   Gv 19,21-22, su La Parola - La Sacra Bibbia in italiano in Internet.
22. ↑  Raymond E. Brown, The Death of the Messiah Vol. 2, Anchor Yale Bible, 2010, pp. 963-966, ISBN 978-0-300-14010-1.
23. ↑  Raymond E. Brown, The Death of the Messiah Vol. 2, Anchor Yale Bible, 2010, pp. 964-965, ISBN 978-0-300-14010-1.
24. 1 2  Raymond E. Brown, The Death of the Messiah Vol. 2, Anchor Yale Bible, 2010, pp. 965-966, ISBN 978-0-300-14010-1.
25. ↑   Gv 19,21-22, su La Parola - La Sacra Bibbia in italiano in Internet.
26. ↑  L'argomento è discusso a p. 117 del libro del papirologo e storico Carsten Peter Thiede, Ma tu chi sei, Gesù ?, Paoline Editoriale, 2005.
27. ↑  Antoninii Placentini Itinerarium, pubblicato nel Corpus Christianorum, Series Latina, vol. 175, 130.
28. ↑  Maria-Luisa Rigato, La sepoltura regale di Gesù (Gv 19,39-40), Convegno internazionale "Dalla Passione alla Resurrezione: 2000 anni di silenziosa testimonianza", Roma 6-8 maggio 1999
29. ↑   Gv18,33-37, su laparola.net.
30. ↑  Carsten Peter Thiede, La vera croce, Mondadori, Milano 2001. Michael Hesemann, Titulus crucis. La scoperta dell'iscrizione posta sulla croce di Gesù, Edizioni San Paolo, 2000 e Testimoni del Golgota. Le reliquie della Passione di Gesù, Edizioni San Paolo, 2003.
31. ↑  'TITULUS CRUCIS' Evidence that the Actual Sign Posted Above The Lord on The Cross Has Been Located? Archiviato il 1º agosto 2018 in Internet Archive. (Intervista a Carsten Peter Thiede)
32. ↑  F. Bella, C. Azzi, "C14 Dating of the 'Titulus Crucis'", Radiocarbon, vol. 44, n. 3 (2002), pp. 685-689.